# Misterhults säteri

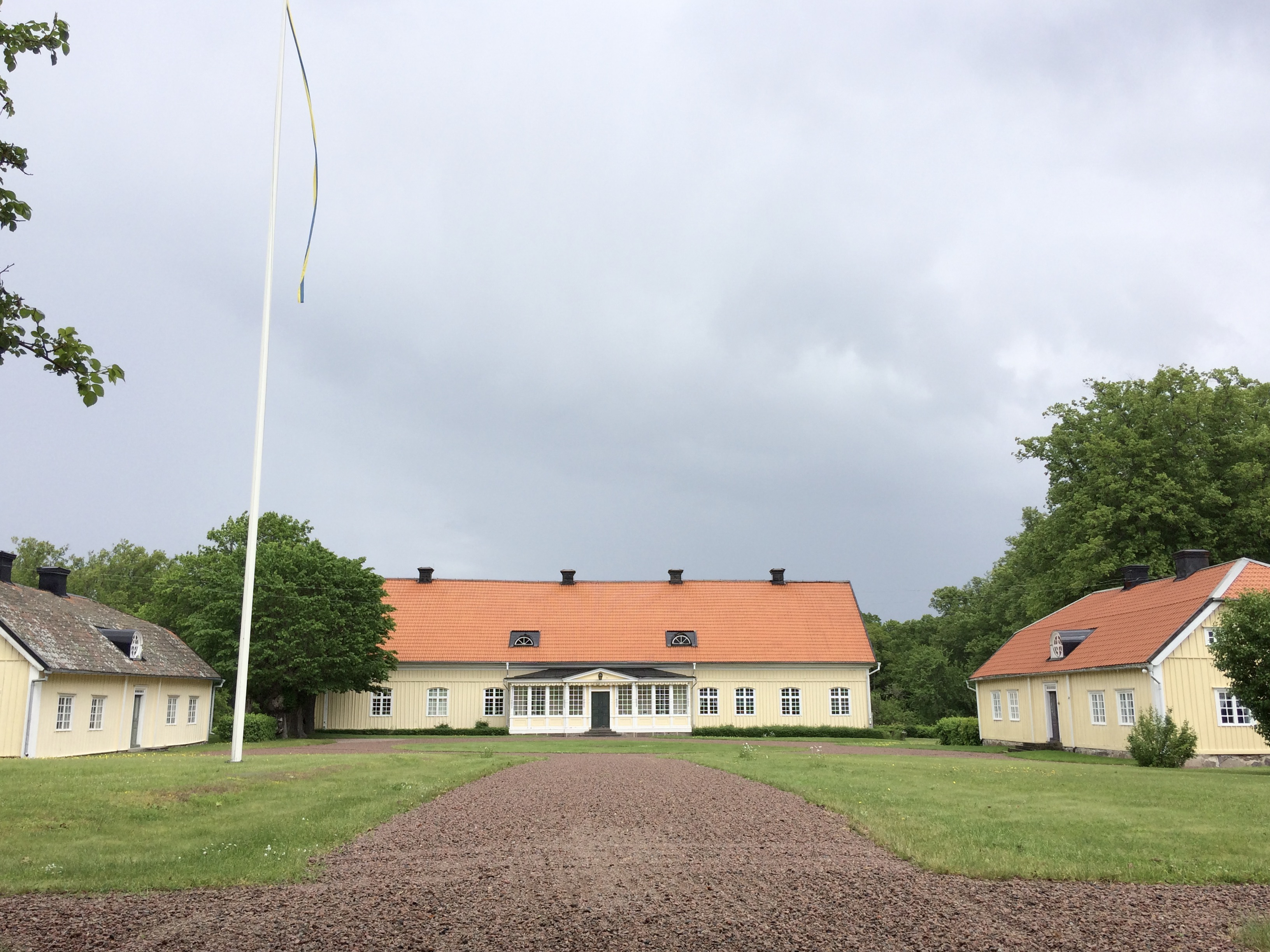
Misterhults säteri

Misterhults säteri ligger i utkanten av Misterhults samhälle i Misterhults socken, flankerat av en lång allé i två väderstreck, flera omkringliggande flyglar och paviljonger och mot landsvägen en tornformad portal med en gammal urtavla.

## Historik
I 1500-talets jordeböcker uppträder egendomen som två kronohemman, Stora och Lilla Misterhult. Dessa gårdar som låg mitt i bygdens centrum var av mycket hög ålder och hade viss betydelse redan under forntiden. Säkert är det just efter dessa gårdar som Misterhult vid sockenbildningen under medeltiden fick sitt namn.
Stora Misterhult förlänades jämte flera andra gårdar av Karl IX år 1607 till krigaren Per Mikaelsson, som 1610 adlades med namnet Hammarskjöld. År 1627 köpte han även Lilla Misterhult av kronan, vars jord lades under Stora Misterhult. Hela egendomen gjordes nu till sätesgård och Per Mikaelssons arvingar innehade sedan gården i 200 års tid med ett par avbrott.
En långvarig process om det stora arvet vidtog vid stamfaderns bortgång. Sonen, sedermera landshövdingen, Per Persson Hammarskjöld var en stor processmakare och låg i flera år i fejd med sina syskon. Han var enligt traditionen en man av mycket hårt virke. Som krigare hade han deltagit i Karl X Gustavs polska krig och tillfångatogs av fienden på Zamosc, där han satt 1656–1659. 
Efter fadern fick han Misterhult, Virbo och Tjustgöl, och han lade på ena eller andra sättet under sig så många hemman som möjligt i socknen - 1650 ansökte han om att tillbyta sig åtskilliga hemman i Misterhult mot ägandejord på andra håll.
Efter Per Hammarskjölds död blev äldste sonen Lars (Lorentz) ägare till Misterhults och Tjustgöls säterier samt genom köp även herre till Solstad. Lorentz, som var född 1648, massakrerades av danskarna i Skåne 1676. Han dog ogift och barnlös.

### Reduktionen
Efter Lorentz död ärvdes faderns hela förmögenhet av systern Vendela Hammarskjöld, född på Misterhult 1646 och gift med Mårten Reutercrantz, död 1680. Vendela Hammarskjöld framträder i historien som en synnerligen stark och stridbar personlighet.
Vendela fick ett väldigt jordinnehav i arv, men hon skulle snart nog få strida för att få behålla det. Strax efter makens bortgång inträffade nämligen Karl XI:s stora reduktion. Så gott som hela Vendelas godsinnehav drogs tillbaka till kronan och nu började hennes mångåriga och sega kamp för att rädda så mycket som möjligt åt sig.
Hon tvingades sälja Virbo, Misterhult, Gässhult och Tjustgöl men lyckades snart nog återvinna Tuna, Virbo och Misterhults säterier samt fick av Karl XI besittningsrätt på livstid av en rad hemman. Vendela Hammarskjöld gifte 1689 om sig med vice landshövdingen och friherren Hans Rålamb, som dog 1712. 
Eftersom Vendelas ende son Carl Reutercrantz var sinnessvag, fanns ingen bröstarvinge som kunde överta egendomarna. Hon testamenterade därför först till sin kusinson Åke Hammarskjöld som ensam arvinge men ändrade sig sedan så att denne fick Misterhult, Tuna och Gässhult och brodern Lars Virbo och Virkvarn. Långa processer följde med Reutercrantzarna, men testamentet stod fast.

### Säteriet får sitt nuvarande senkarolinska utseende
Åke Hammarskjöld var född i Värmland 1691 och avancerade till överste i hessisk tjänst. År 1740 blev han guvernör för kung Fredrik I:s söner med älskarinnan Hedvig Taube, grevarna von Hessenstein. Han vistades med dessa på ett för dem inköpt gods i Hessen, men han lämnade denna befattning 1750 och återvände till Sverige. Han ökade egendomen med bland annat Solstad och Mörtfors, som av brodern Lars Hammarskjöld sålts till innehavarna av Mörtfors kopparverk.
Åke Hammarskjöld var den som på 1740-talet lät uppföra det senkarolinska Misterhults Säteri, som ännu idag står kvar i så gott som orubbat skick. Han var en mycket byggnadsintresserad man. 
Gårdsplanen omges på alla fyra sidorna av byggnader, mellan vilka ursprungligen manshöga täta plank har stått, inneslutande gården till ett slags borggård. Vid landsvägen öppnar sig som monumental entré en högrest, tornformad port, åt båda hållen flankerad av små toppiga flyglar eller paviljonger. Innanför möter man de båda flyglarna och innerst den stora huvudbyggnaden. Huvudbyggnaden är ett mäktigt envåningshus av timmer. Den har nu ett vanligt sadeltak men hade vid uppförandet ett så kallat säteritak i tidens stil. Bakom huvudbyggnaden anlades en trädgård med spegeldamm i centrum, det hela omgärdat av numera mycket höga och ståtliga almar. Även de mäktiga alléerna bidrar till att ge Misterhult sin monumentala och ålderdomliga karaktär.

### Ätten Hammarskjöld förlorar åter Misterhult
Åke Hammarskjölds jordförvärv och byggande ansträngde hans ekonomi så till den milda grad, att han 1762 tvingades sälja Misterhults Säteri, Virum, Blankaholm och Mörtfors kopparverk. Tuna kunde dock räddas, liksom en del av Virbo - denna del i Virbo testamenterade Åke till brorsonen, sedermera hovjägmästaren Mikael Hammarskjöld, död 1802.
Köparen av Misterhult år 1762 var Axel Kristoffer von Gardemein och gården övertogs 1774 av överstelöjtnanten i Amiralitetet Claës Diedric Breitholtz d.ä., som ägde Stjärnevik med flera säterier i södra Östergötland. År 1781 dog dennes hustru, friherrinnan Eleonora Koskull på Misterhult. Misterhult gick i arv till sonen, majoren Diedrik Gustaf Breitholtz (1751–1805). Omkring år 1800 ägdes gården av en kapten J Wimmercrantz. 
År 1812 kom dock egendomen för en tid åter tillbaka till den Hammarskjöldska ätten, i och med att kaptenen och riddaren Per Hammarskjöld köpte gården. Han byggde i slutet av 1820-talet Lindnäs under Imbramåla, där han bosatte sig och efterträddes på Misterhult av sonen löjtnant Mikael Johan Hammarskjöld. 
Genom vidlyftiga affärer, bland annat köpet av Helgerum i Västervik, blev Per Hammarskjöld helt ruinerad, och då affärerna blev alltmer tilltrasslade och konkurs oundviklig, flyttade han ur landet. Han återkom senare och avled i Vimmerby 1864.
Mikael Johan fick flytta ut från gården med sin familj, och 1851 inköptes Misterhult av handlaren Nils Larsson (1799–1881), gift med Christina Eriksdotter (1810–1884).
Deras dotter Josefina Elisabet blev 1887 gift med patron Karl Peter Nordén, som övertog gården. År 1918 förvärvades godset av AB Nässjö-Misterhult och 1929 köpte baron von Gamp från Berlin Misterhults Gård. År 1945 förvärvades godset av Uruguays konsul Magnus Wiberg från Malmö.

### Fotnoter
1. ↑  Nina Hammarskjöld. 1915. "Ätten Hammarskjöld. Personhistoria och tidsbilder från tre århundraden".